# Termitomyces clypeatus
Termitomyces clypeatus är en svampart som beskrevs av R. Heim 1951. Termitomyces clypeatus ingår i släktet Termitomyces och familjen Lyophyllaceae.   Inga underarter finns listade i Catalogue of Life.